# 王丸彦四郎
王丸 彦四郎（おうまる ひこしろう、寛文8年（1668年） - 宝暦6年9月17日（1756年10月10日））は、江戸時代中期の開拓者、農事改良家。

## 経歴・人物
筑前国糟屋郡多田羅村に生まれる。宝永元年（1704年）福岡藩の力を借り多田羅村で6万8000人余を動員して宇美川沿いに堤防を築き、新田（六田開作地）を開発。享保5年（1720年）鯨油によりウンカを駆除する方法を考案し、各地に広めた。享保17年（1732年）の西日本一帯のウンカ大量発生時にも、この駆除法の励行によりウンカによる被害を免れたという。この鯨油による駆除法は寛文10年（1670年）に遠賀郡立屋敷村の農民蔵富吉右衛門が発見したと伝えられるが、彦四郎の事績はこれとは別個になされたものである。